# ReportLab
ReportLab je jméno knihovny na generování PDF pro Python a zároveň společnosti, jež ji vytvořila. Některé funkce potřebují Python Imaging Library (PIL). 